# Monts de la Madeleine
Les monts de la Madeleine sont un massif montagneux situé au nord du Massif central qui culminent aux Pierres du Jour à 1 164 mètres d'altitude, constituant une région naturelle française. Ils dominent la plaine de Roanne et marquent la limite entre les départements de l’Allier et de la Loire.

## Toponymie
Bois de la Magdelaine (XVIIIe siècle, carte de Cassini), Montagnes de la Madeleine (carte d'état-major).
Le massif tire son nom de la chapelle de la Madeleine, érigée au cours du Moyen Âge.

## Géographie

### Situation
Les monts de la Madeleine sont bordés à l’est par la plaine de Roanne, à l’ouest par la Montagne bourbonnaise (qui est parfois associée au massif), au nord par le Charolais et au sud par les monts du Forez.

### Topographie

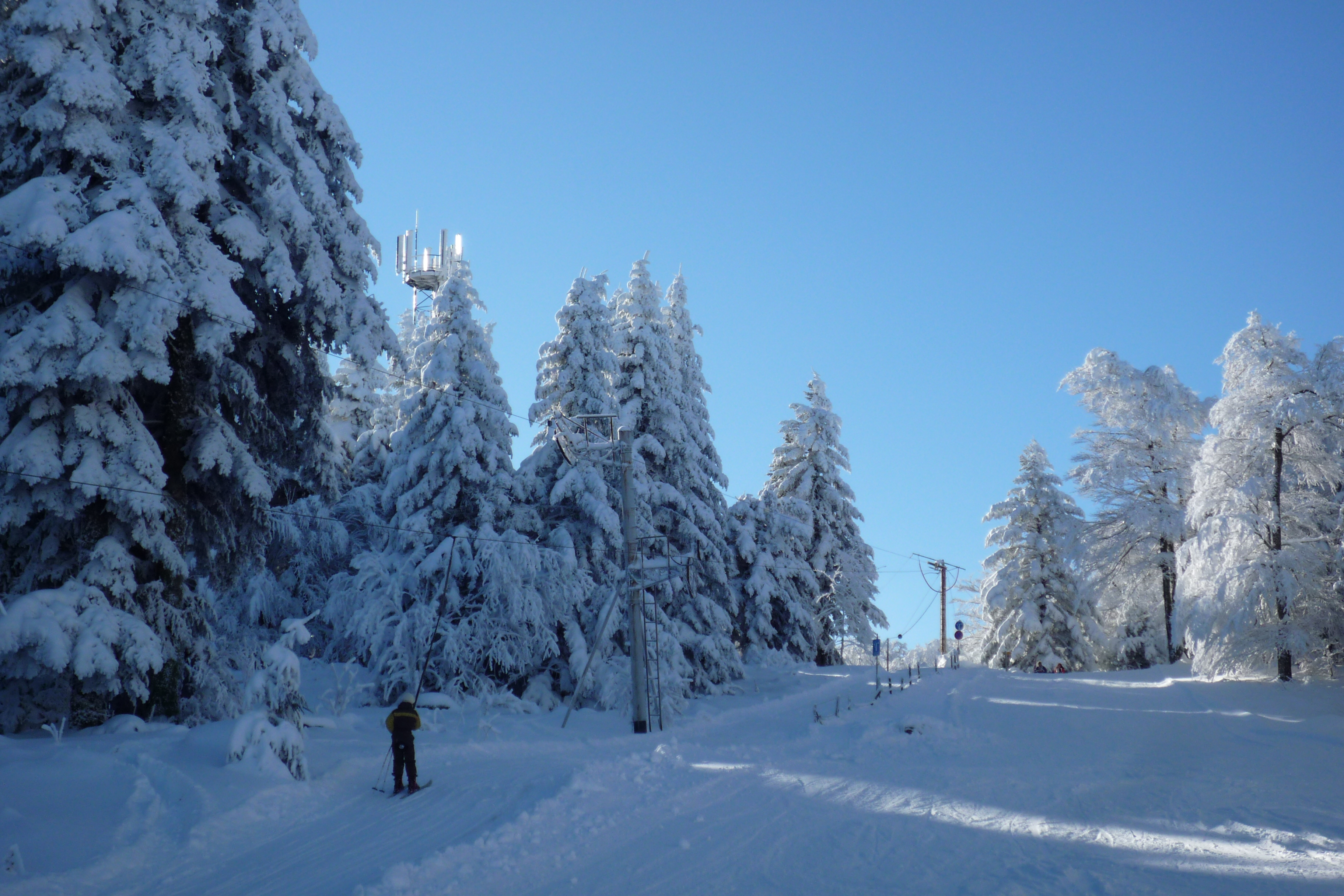
Les Pierres du Jour.

Le point culminant du massif se trouve aux Pierres du Jour (1 164 m), un sommet boisé situé dans la forêt domaniale de l'Assise, et sur les pentes duquel sont implantés les téléskis et pistes de la station de sports d'hiver de la Loge des Gardes.
Plusieurs autres sommets dépassent également les 1 000 m d'altitude, notamment dans l'Allier, la Ray Dadieu (1 076 m) et en contrebas de ce dernier, la Pierre Charbonnière (1 027 m).
Dans le département de la Loire, le point culminant des monts de la Madeleine est dans le bois de Golne, avec 1 155 m d'altitude. L'endroit, directement accessible par la route départementale D 51, domine directement la plaine de Roanne et dispose d'une table d'orientation.

### Hydrographie
L'Arçon, affluent de la Loire, y prend naissance à Saint-Bonnet-des-Quarts.
Les tourbières du massif hébergent une végétation typique et jouent un rôle crucial dans la régulation des débits des cours d'eau, grâce à leur importante capacité de rétention d'eau.

### Géologie
Le massif montagneux est un horst granitique. Les formations éruptives des monts de la Madeleine se distinguent par des granites à roche claire, allant du blanc au gris clair, ainsi que par des microgranites présents dans la partie méridionale du massif, qui en constituent l'ossature,.
Les monts de la Madeleine sont structurellement délimités par deux failles : la faille du Forez et la faille de Lentigny.

### Climat
Le massif présente un climat d'influence atlantique dans sa partie nord-ouest et un climat montagnard au sud-est. La pluviosité atteint environ 1 200 mm par an sur les extrémités.

### Faune et flore
La diversité végétale du massif inclut 686 espèces de spermaphytes et de ptéridophytes, ainsi que 62 espèces de bryophytes et 22 espèces de lichens.
Les espèces aviaires observées dans le massif comprennent l'Autour des palombes, le Pic mar, la Gélinotte des bois et la Chouette de Tengmalm.

## Histoire
La présence humaine dans cette région est attestée depuis la Préhistoire,.
Les forêts des monts de la Madeleine ont été utilisées comme maquis pendant la Seconde Guerre mondiale, comme en témoigne le monument du Gué de la Chaux,.

## Démographie et économie
L'économie du massif repose principalement sur l'élevage et l'exploitation forestière.

## Communes
Les communes du massif se sont regroupées dans une communauté d'agglomération et deux communautés de communes :
- Communauté d'agglomération Roannais Agglomération ;
- Communauté de communes du Pays d'Urfé ;
- Communauté de communes de la Montagne bourbonnaise.